# SteelSeries
SteelSeries – duński producent peryferii komputerowych, m.in. myszy, klawiatur, słuchawek i podkładek pod myszy. SteelSeries jest sponsorem e-sportu.
Sprzętu firmy SteelSeries używają profesjonalni gracze komputerowi, tacy jak Jarosław „pashaBiceps” Jarząbkowski czy Olof „olofmeister” Kajbjer – wielokrotni mistrzowie świata w grze Counter-Strike.

## Sponsoring
- Evil Geniuses
- Tyloo
- Fire-Gamers
- Dynamic
- Power Gaming
- FaZe Clan
- North
- Aristocracy

## Partnerzy
- Blizzard Entertainment
- Electronic Arts
- NCsoft
- Ubisoft
- GUNNAR Optiks
- GameHI

## Produkty
- Myszy: SteelSeries Aerox 3, SteelSeries Ikari Laser, SteelSeries Ikari Optical, SteelSeries Xai Laser, SteelSeries Kinzu Optical, SteelSeries World Of Warcraft MMO Mouse, SteelSeries Xai Laser R.U.S.E, SteelSeries Ikari Laser Sudden Attack, SteelSeries Sensei, SteelSeries Sensei Ten, SteelSeries Sensei 310, Steelseries Kana, SteelSeries Kinzu v2, SteelSeries Kana v2, SteelSeries Kinzu v3, SteelSeries Rival 300, SteelSeries Rival 3, SteelSeries Rival 310 SteelSeries Rival 100, SteelSeries Rival 110, SteelSeries Rival 500, SteelSeries Rival 600, SteelSeries Rival 650, SteelSeries Rival 700, Steelseries Rival 710.
- Podkładki pod myszy: SteelSeries SX, SteelSeries 5L, SteelSeries 9HD, SteelSeries S&S, SteelSeries SP, SteelSeries 4HD, SteelSeries 3HD, SteelSeries NP+, SteelSeries QCK Heavy, SteelSeries QCK, SteelSeries QCK+, SteelSeries QCK MASS, SteelSeries QCK MINI, SteelSeries 4D, SteelSeries I-1, SteelSeries I-2, SteelSeries QCK SC2, SteelSeries QCK+ Team
- Klawiatury: APEX PRO, APEX PRO TKL, APEX 7, APEX 7 TKL, APEX 5, APEX 3, APEX 3 TKL
- Zestawy słuchawkowe: Arctis Pro, Arctis 9, Arctis 7, Arctis 5, Arctis 3, Arctis 1, Arctis Nova 1, Arctis Nova 3, Arctis Nova 4, Arctis Nova 7, Arctis Nova pro, Arctis Nova pro Wireless, Arctis Nova pro Wireless X, SteelSeries Arctis Nova Pro Wireless X